# Kaly Sène
Mamadou Kaly Sène (Dakar, 28 maggio 2001) è un calciatore senegalese, attaccante del Losanna.

## Caratteristiche tecniche
È un'ala destra.

## Carriera
Cresciuto nel settore giovanile del Vanchiglia, nel 2019 viene acquistato dalla Juventus con cui gioca una stagione in Primavera. Nel 2020 viene acquistato dal Basilea che lo cede in prestito all'Omonia per la stagione 2020-2021.

## Statistiche

### Presenze e reti nei club
Statistiche aggiornate al 5 ottobre 2024.
| Stagione        | Squadra         | Campionato      | Campionato | Campionato | Coppe nazionali | Coppe nazionali | Coppe nazionali | Coppe continentali | Coppe continentali | Coppe continentali | Altre coppe | Altre coppe | Altre coppe | Totale | Totale | Totale |
| Stagione        | Squadra         | Comp            | Pres       | Reti       | Comp            | Pres            | Reti            | Comp               | Pres               | Reti               | Comp        | Pres        | Reti        | Pres   | Reti   |        |
| --------------- | --------------- | --------------- | ---------- | ---------- | --------------- | --------------- | --------------- | ------------------ | ------------------ | ------------------ | ----------- | ----------- | ----------- | ------ | ------ | ------ |
| 2020-gen. 2021  | Omonia          | A               | 10         | 1          | CC              | 0               | 0               | UCL+UEL            | 3+3                | 0                  | -           | -           | -           | 16     | 1      |        |
| gen.-giu. 2021  | Basilea         | SL              | 5          | 0          | CS              | -               | -               | UEL                | -                  | -                  | -           | -           | -           | 5      | 0      |        |
| lug.-ott. 2021  | Basilea         | SL              | 1          | 0          | CS              | 1               | 1               | UECL               | 3                  | 0                  | -           | -           | -           | 5      | 1      |        |
| ott. 2021-2022  | Grasshoppers    | SL              | 25         | 10         | CS              | -               | -               | -                  | -                  | -                  | -           | -           | -           | 25     | 10     |        |
| 2022-2023       | Basilea         | SL              | 5          | 0          | CS              | 1               | 0               | UECL               | 3                  | 0                  | -           | -           | -           | 9      | 0      |        |
| Totale Basilea  | Totale Basilea  | Totale Basilea  | 11         | 0          |                 | 2               | 1               |                    | 6                  | 0                  |             | -           | -           | 19     | 1      |        |
| 2023-2024       | Losanna         | SL              | 36         | 12         | CS              | 3               | 0               | -                  | -                  | -                  | -           | -           | -           | 39     | 12     |        |
| 2024-2025       | Losanna         | SL              | 9          | 1          | CS              | 1               | 0               | -                  | -                  | -                  | -           | -           | -           | 10     | 1      |        |
| Totale Losanna  | Totale Losanna  | Totale Losanna  | 45         | 13         |                 | 4               | 0               |                    | -                  | -                  |             | -           | -           | 49     | 13     |        |
| Totale carriera | Totale carriera | Totale carriera | 91         | 24         |                 | 6               | 1               |                    | 12                 | 0                  |             | -           | -           | 109    | 25     |        |

## Palmarès

### Club

#### Competizioni nazionali
- Campionato cipriota: 1

Omonia: 2020-2021